# Bistum Tampere
Das Bistum Tampere (finn. Tampereen hiippakunta) ist eines von neun Bistümern der evangelisch-lutherischen Kirche Finnlands. Bischofssitz ist der Dom von Tampere, Bischof seit 2008 Matti Repo. Zum Bistum Tampere gehören 38 Gemeinden, die auf fünf Propsteien verteilt sind.

## Geschichte
Das Bistum Tampere wurde 1554 vom schwedischen König Gustav I. Wasa als Bistum Viipuri gegründet. Es war nach dem Bistum Turku das zweite Bistum in Finnland. Nach dem Großen Nordischen Krieg musste Schweden 1721 im Frieden von Nystad Viipuri an Russland abtreten, weshalb zwei Jahre später der Bischofssitz nach Porvoo (schwed. Borgå) verlegt wurde. 1923 wurde in Porvoo das neue Bistum Borgå gegründet, das alle schwedischsprachigen Gläubigen Finnlands betreut. Zugleich wurde das alte Bistum Porvoo in das Bistum Tampere umgewandelt.

## Gliederung

Karte der Propsteien und Gemeinden des Bistums Tampere (2020)

Das Bistum ist in fünf Propsteien mit 38 Gemeinden gegliedert.
| 1. Dompropstei - Tampere - Domgemeinde - Tampere-Süd - Harju - Messukylä | 2. Propstei Hämeenlinna - Hämeenlinna - Hattula - Janakkala - Loppi - Hausjärvi - Riihimäki | 3. Propstei Kangasala - Kangasala - Pälkäne - Lempäälä - Vesilahti - Sääksmäki - Akaa - Urjala - Punkalaidun - Ruovesi - Orivesi - Mänttä-Vilppula - Virrat | 4. Propstei Hämeenkyrö - Hämeenkyrö - Ikaalinen - Parkano - Kihniö - Ylöjärvi - Nokia - Pirkkala - Sastamala | 5. Propstei Tammela - Tammela - Forssa - Humppila - Ypäjä - Jokioinen |